# Masayoshi Yoneda
Masayoshi Yoneda (米田 正義, Yoneda Masayoshi) (circa 1950) is een Japanse jazzpianist (tevens elektrische piano en synthesizer).

## Biografie
Yoneda speelde in de vroege jaren 70 in het sextet van Naosuke Miyamoto (Step!,1973). In de jaren erna was hij lid van de fusion-band Burning Men (album Solaris Burning Super Session II, 1978, met Isao Suzuki, Shigeo Hirayama, Tatsuhiko Hizawa, Takayuki Katō, Donald Bailey, Kōsuke Mine) en werkte hij met Isao Suzuki & New Family (The Thing, 1979) en met Tamami Koyake. In de jaren 80 was hij actief met Hidehiko Matsumoto, Steve Grossman (Our Old Frame, 1987) en Yoshiyuki Yamanaka (Peggy's Blue Skylight, TBM 1988). In de jaren 90 was hij lid van het orkest van Shigeo Maruyama. In de jazz was hij tussen 1973 en 1997 betrokken bij acht opnamesessies, onder andere van Tatsuya Satō.